# Manuel Blanco Encalada
Manuel José Blanco y Calvo de Encalada (Buenos Aires, Virreinato del Río de la Plata; 21 de abril de 1790-Santiago, República de Chile; 5 de septiembre de 1876) fue un militar, político y diplomático argentino  chileno que tuvo una destacada participación en la guerra de independencia de Chile y Perú. Fue uno de los forjadores de la Armada de Chile y su primer comandante, y posteriormente al entrar al campo de la política, sería el primero en ostentar el título de presidente de la República de Chile.

## Biografía
Hijo del gallego Manuel Lorenzo Blanco Cicerón y de la chilena Mercedes Calvo de Encalada y Recabarren. Nació en la ciudad de Santa María de los Buenos Aires, en esa época capital del Virreinato del Río de la Plata. Pasó su infancia en Buenos Aires y viajó a España donde en 1807 se incorporó a la Real Armada Española. Luchó en la guerra de la Independencia española y luego fue enviado a prestar sus servicios en el Perú, donde por desarrollar ideales independentistas fue enviado de regreso a España. Por medio de sus contactos logró ser posteriormente destinado a Montevideo, donde desertó de la marina española para unirse a los patriotas. En 1813 llegó a Chile para luchar por la guerra de independencia de este país, incorporándose a las incipientes fuerzas militares del período conocido como la Patria Vieja que serían finalmente derrotadas en 1814, siendo él confinado como reo en el archipiélago de Juan Fernández. Con el inicio en 1817 de la Patria Nueva es rescatado del archipiélago y se incorpora como oficial en el Ejército Unido Libertador de Chile, destacándose en las batallas decisivas para la emancipación chilena. En junio de 1818 colaboró con la organización de la marina chilena y se convirtió en su primer comandante general y jefe de la escuadra, logrando en la primera acción naval de su mando capturar un convoy español proveniente de Cádiz. En 1819 participó como segundo jefe de la escuadra chilena en la campaña del Pacífico al mando del marino británico Thomas Cochrane, y luego en 1822 se uniría por orden del gobierno chileno a las fuerzas libertadoras del Perú tomando el mando de la Marina de Guerra del Perú hasta principios de 1823 ya que luego fue designado ministro plenipotenciario del Perú en el Río de la Plata. Regresó a Chile en 1824 donde asumió un cargo en el ejército y luego tomó el mando de una división naval chilena para auxiliar al Perú, uniéndose con sus fuerzas navales a las de ese país y la Gran Colombia, y poniéndose él al mando de esta flota combinada para bloquear el Callao en 1825. A mediados de ese año se retiró del bloqueo con sus fuerzas para participar en la campaña de Chiloé bajo las órdenes del general Ramón Freire, quien logró tomar el último bastión realista en Chile.
En 1826, tras su exitosa actuación en la liberación de Chiloé, fue elegido interinamente como presidente de la República, siendo la primera persona en ostentar dicho título, pero se mantuvo en ese cargo apenas dos meses y luego se alejó por un tiempo de toda actividad política o militar debido al ambiente conflictivo que imperaba en el país. Volvió a las labores militares en 1836, al estallar la guerra contra la Confederación Perú-Boliviana. Como general en jefe de la primera expedición militar de esta guerra firmó el Tratado de Paucarpata, que sería rechazado por el gobierno chileno y prolongaría la guerra hasta 1839.
Posteriormente hizo un viaje a gran parte de Europa, volviendo a Chile en 1846. Al año siguiente recibió el cargo de intendente de Valparaíso, y por segunda vez, el de comandante general de marina, desempeñando estos puestos con bastante esmero y de beneficio para el progreso estructural y urbanístico del puerto. En 1851, al estallar una revolución liberal en el país, sofocó un motín en Valparaíso ganándose de esa forma la gratitud del gobierno y siendo nombrado en 1853 diplomático en Francia. Permaneció en Europa hasta 1858 y a su regreso ocuparía algunos cargos honoríficos. En 1865, a causa de la guerra con España, prestó sus servicios como marino y se le confió el mando de la escuadra chileno-peruana. En 1868 realizó su última actividad pública, en la que se le otorgó el mando de una fuerza naval para repatriar los restos del general Bernardo O'Higgins que se encontraban sepultados en Lima. Falleció el 5 de septiembre de 1876 en la ciudad de Santiago a sus 86 años de edad.

## Infancia e ingreso a la vida naval

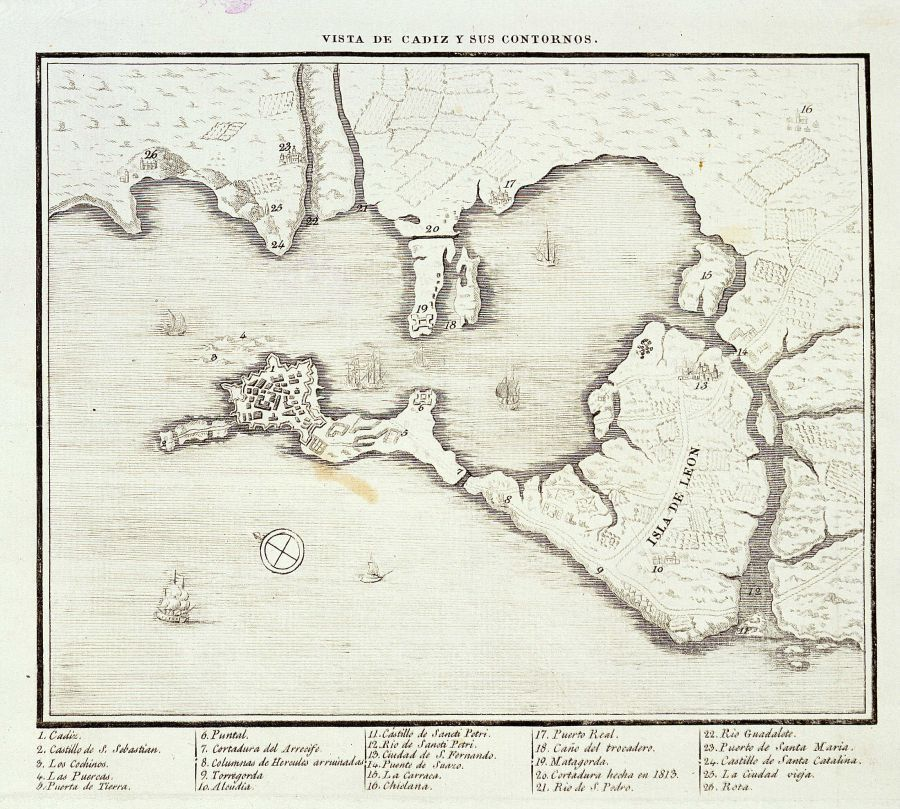
La bahía de Cádiz, lugar donde Blanco Encalada hizo sus estudios navales y tuvo su bautismo de fuego en la guerra contra Francia.

Fue el menor de cinco hijos del oidor español Manuel Lorenzo Blanco Cicerón y de la dama chilena Mercedes Calvo de Encalada y Recabarren (hija del Marqués de Villa Palma de Encalada). Sus hermanos eran José Antonio, Ana del Carmen, Rafaela del Carmen y Ventura Blanco Encalada. Su lugar de nacimiento fue en Buenos Aires, capital del ese entonces Virreinato del Río de la Plata, parte del imperio español.
Blanco Encalada, a sus siete meses de nacido, perdió a su padre que falleció ejerciendo su magistratura en Buenos Aires por lo que quedó al cuidado de su madre. Aprendió sus primeras letras en su ciudad natal, donde pasó su infancia y luego en 1803 a sus 12 años de edad fue enviado por su madre a España en compañía de su tío, el conde de Villa Palma Manuel Calvo Encalada, para proporcionarle educación y carrera. Se embarcó con su tío en la corbeta llamada Infante Don Francisco de Paula, mandada por el capitán Juan Donesteves, donde además iban acompañados de dos ilustres personajes que eran el oidor Benito de la Mata Linares que pasaba a la Península de consejero de Indias, y del oidor Miguel José de Lastarria que iba a desempeñar un cargo en la Real Audiencia de Sevilla. Arribaron en La Coruña en donde se hospedaron en la casa del ilustre marino José de Bustamante y Guerra. En ese viaje, Blanco se haría aficionado a la vida de mar.
Ya en España logra entrar como alumno al Real Seminario de Nobles de Madrid, gracias a la influencia de su tío y a los servicios de su difunto padre. En este lugar atrajo las simpatías y respeto de sus compañeros y maestros; y tuvo por condiscípulo y amigo íntimo a Ángel de Saavedra, más tarde duque de Rivas. Una vez concluida su preparación en Madrid, donde adquiere una sólida cultura y se distingue en matemáticas, ingresó en 1806 a la Real Academia de Marina de la isla del León, frente a Cádiz. A causa de sus estudios anteriores permaneció pocos meses, por lo que se le declaró apto para embarcarse y se le da el 27 de febrero de 1807 los despachos de guardiamarina, incorporándose de esa forma a la Real Armada Española.
Le tocó primeramente servir a bordo de una antigua carraca, y en 1808 al estallar la guerra de la Independencia española, fue destinado a una embarcación de fuerzas sutiles llamada Carmen como su segundo, contribuyendo de esa manera en la acción naval frente a la Poza de Santa Isabel, desarrollado entre el 8 y el 14 de junio de ese año, en la que las fuerzas navales españolas mandadas por el almirante Juan Ruiz de Apodaca lograron rendir completamente la escuadra francesa del almirante François Étienne de Rosily-Mesros que bloqueaba la bahía de Cádiz, siendo esta la primera derrota francesa de la guerra. Por su conducta en aquella acción recibió una medalla de honor y sería más tarde ascendido a alférez de fragata.
Luego de esa acción fue destinado al apostadero naval del Callao en el Virreinato del Perú. Se embarcó en la fragata de guerra Flora, comandada por el capitán Fermín de Ezterripa, que se hizo a la mar desde Cádiz rumbo a Buenos Aires el 1 de septiembre llegando al año siguiente a aquel puerto, donde recibió a sus 18 años el grado efectivo de alférez de fragata. Desde Buenos Aires hizo el viaje por tierra pasando la cordillera hacia Chile, donde permaneció hasta el mes de mayo para compartir con sus parientes, embarcándose luego en el puerto de Valparaíso para dirigirse al Callao en la barca Piedad, buque que pertenecía a uno de sus primos Fuentes-Gonzáles. En el Callao sirvió durante tres años como ayudante de su primo hermano el brigadier de ingenieros Joaquín Molina, que era comandante general de marina en ese lugar. En este apostadero sirvió también junto a su amigo, el teniente de fragata Eugenio Cortés y Azúa, natural de Chile y que tendría en el futuro una destacada participación en la organización de las fuerzas navales de México y Perú. 
En su retorno a América manifestó ya su cercanía a las ideas revolucionarias del momento al igual que varios de sus familiares en Chile y en el Río de la Plata, por lo que en 1811 es enviado por el virrey José Fernando de Abascal de vuelta a España a pesar de haber sido nombrado capitán de artillería en Chile por la Junta de Gobierno, a petición de su tío Martín Calvo Encalada. Al llegar en ese mismo año a España le tocaría participar en el sitio de Cádiz, donde demostraría por última vez su pericia marinera en la marina española al mando de una cañonera. Luego, en 1812, lograría volver a América gracias a sus contactos que lo pudieron destinar a la plaza de Montevideo. Es así que fue embarcado como oficial de marina en la corbeta correo Paloma, que venía a reforzar a las fuerzas del virrey Francisco Javier de Elío que en esos momentos hacia frente a los patriotas de Buenos Aires. Llegó a este puerto el 17 de septiembre de ese año.
Posteriormente huyó de Montevideo a Buenos Aires por tierra, cuando lo intentaron regresar a España al comenzar a sospechar de sus ideales patriotas, ya que se había negado a obedecer dos veces las órdenes del comandante naval del apostadero Miguel de la Sierra de incursionar y atacar las balizas costeras de Buenos Aires al alegar que su madre y sus dos hermanas estaban en la ciudad, aunque también era por sus ideales. En febrero de 1813 se dirigió a Chile para prestar sus servicio a la causa de su patria, llegando a los suburbios de Santiago en los últimos días de marzo.

## Guerra de emancipación

### En la Patria Vieja y Nueva de Chile

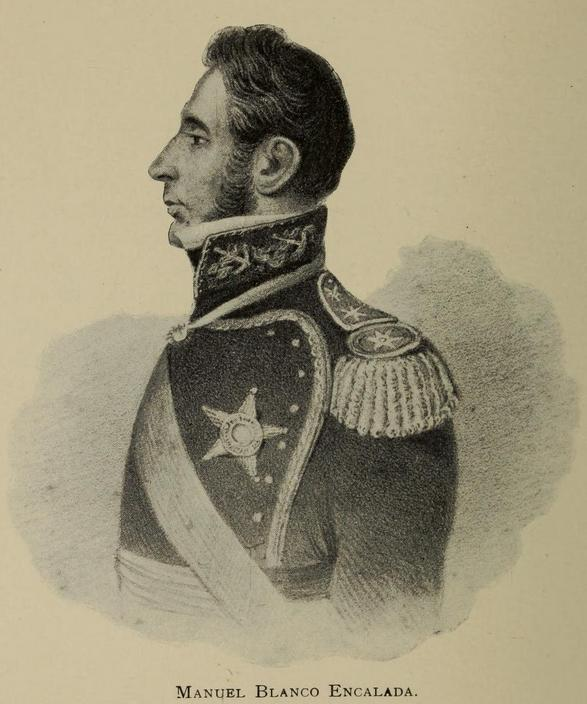
Retrato de Manuel Blanco Encalada, sacado del libro "Historia de Chile" de Anson Uriel Hancock.

A su llegada se incorporó en el ejército de Chile liderado por el general José Miguel Carrera, con el grado ya conferido anteriormente de capitán de artillería, ante el desembarco a finales de marzo en San Vicente del ejército realista al mando del brigadier Antonio Pareja. En esos momentos no había una marina de guerra en Chile por lo que debió dejar su condición de marino para pasar a las fuerzas de tierra, sirviendo en la rama de la artillería donde ya tenía algo de experiencia. Era el deseo de Blanco Encalada venir a prestar sus útiles servicios a la causa patriota en Chile, como así lo hizo saber en su momento al decir: 

“Solo serví seis años en la marina española… Para venir á ofrecer mis débiles esfuerzos en favor de la independencia de mi patria...”

No participó activamente durante la campaña ya que se le confió la organización de la primera maestranza y el primer taller de armas del país, y luego fue nombrado jefe de la artillería con la misión de reorganizar esta rama que se encontraba en un atraso deplorable. Sería ascendido en agosto a sargento mayor de artillería y serviría a mediados de noviembre bajo las órdenes del coronel Bernardo O'Higgins, ante la deposición del general Carrera por los criticables resultados de sus operaciones militares.
En marzo de 1814 fue ascendido a teniente coronel y se mantiene en la capital dando instrucción militar a reclutas. No participó en un comienzo en la campaña de O'Higgins contra las fuerzas realistas lideradas ahora por el brigadier Gabino Gaínza, que desembarcó en Arauco el 31 de enero con refuerzos del Perú y Chiloé. Luego le tocó ser parte de un desafortunado hecho de armas ocurrido el 29 de marzo en la que se le había dado la orden de recuperar Talca, que había sido tomado por las tropas realistas a principios de marzo y había dejado incomunicado con la capital a las divisiones de O'Higgins y del coronel Juan Mackenna que operaban en el sur contra Gaínza. Para ejecutar la orden, se le confió el mando de una división de 1.450 hombres poco disciplinados con 4 piezas de artillería, siendo con estas tropas rotundamente derrotados en el primer combate de Cancha Rayada por una fuerza menor pero mejor disciplinada y comandada por el oficial realista Ángel Calvo. Por la derrota se le hizo un consejo de guerra del cual salió absuelto al confirmarse, por medio de oficiales subalternos y soldados, de la actividad y el valor desplegados por Blanco Encalada en el enfrentamiento, y por reconocerse que no habría dependido de él evitar el desastre debido a la impericia y a la falta de disciplina de la columna, compuesta casi en su totalidad por reclutas que tomaban las armas por primera vez.
Por ese entonces la causa patriota parecía debilitarse peligrosamente por el mal manejo de la guerra, la poca profesionalidad de la tropa y oficialidad, y las diferencias que había entre los líderes patriotas como es el caso de Carrera y O'Higgins, que incluso se enfrentaron el 26 de agosto en la acequia de Ochagavía, mermando de esa forma al ejército patriota y dándole ventaja al ejército realista que estaba siendo reforzado desde el Perú con nuevas tropas al mando del general Mariano Osorio.
Entre el 1 y 2 de octubre se desarrolló la batalla de Rancagua, donde finalmente triunfan los realistas y se da término a la llamada Patria Vieja. Con esta debacle, los principales líderes patriotas huyen hacia Mendoza. Blanco Encalada se dirigió igualmente a ese lugar pero fue interceptado por tropas realistas en Santa Rosa de Los Andes, siendo luego sometido a un proceso en el que se le condenó a muerte, no por su participación en la guerra, sino por su deserción en Montevideo. Sin embargo, esta pena fue conmutada por la de destierro por cinco años en el archipiélago de Juan Fernández junto a otros distinguidos patriotas chilenos.
Blanco Encalada sería posteriormente rescatado, luego de la derrota de los realistas en la batalla de Chacabuco ocurrida el 12 de febrero de 1817 ante el ejército de los Andes comandado por el general José de San Martín, dando con este hecho término al período de la Reconquista e iniciándose el período de la Patria Nueva, donde se instauró un nuevo gobierno patriota precedido por O'Higgins como director supremo. O'Higgins enviaría hacia el archipiélago al bergantín Águila, bajo el mando del marino irlandés Raimundo Morris, para liberarlo a él y a los demás patriotas a mediados de marzo.
De regreso en el continente se alistó en el recién creado ejército unido liderado por el general San Martín, con el grado de sargento mayor de artillería y al mando de una batería chilena con 12 piezas. Participó en la subsiguiente campaña contra las fuerzas del general Osorio provenientes del Perú y que desembarcaron en Talcahuano el 10 de enero de 1818 con la misión de avanzar hasta Santiago y reconquistar Chile. Estuvo presente en el combate de Talca el 15 de marzo y en la sorpresa de Cancha Rayada el 19 de marzo, donde logró salvar del ataque realista las 12 piezas de su batería con una retirada ordenada de sus hombres, y vuelve a la acción con su unidad en la batalla de Maipú el 5 de abril, destacándose con el uso de sus piezas de artillería en el ala derecha del ejército unido al hacer fuego concentrado en un momento en que la infantería patriota era arrollada por la infantería realista, logrando con sus disparos debilitar y frenar su avance hasta la victoria. Por su conducta en Maipú fue ascendido a teniente coronel una semana después de esa batalla, el 14 de abril. En Maipú se consolida el dominio patriota en la zona central de Chile y el ejército realista se ve obligado a retirarse hacia el sur, sin posibilidad de amenazar nuevamente esta zona. En algún momento, dentro del proceso independentista, se unió a la Logia Lautaro.

### Comandante general de marina y jefe de la escuadra naval de Chile

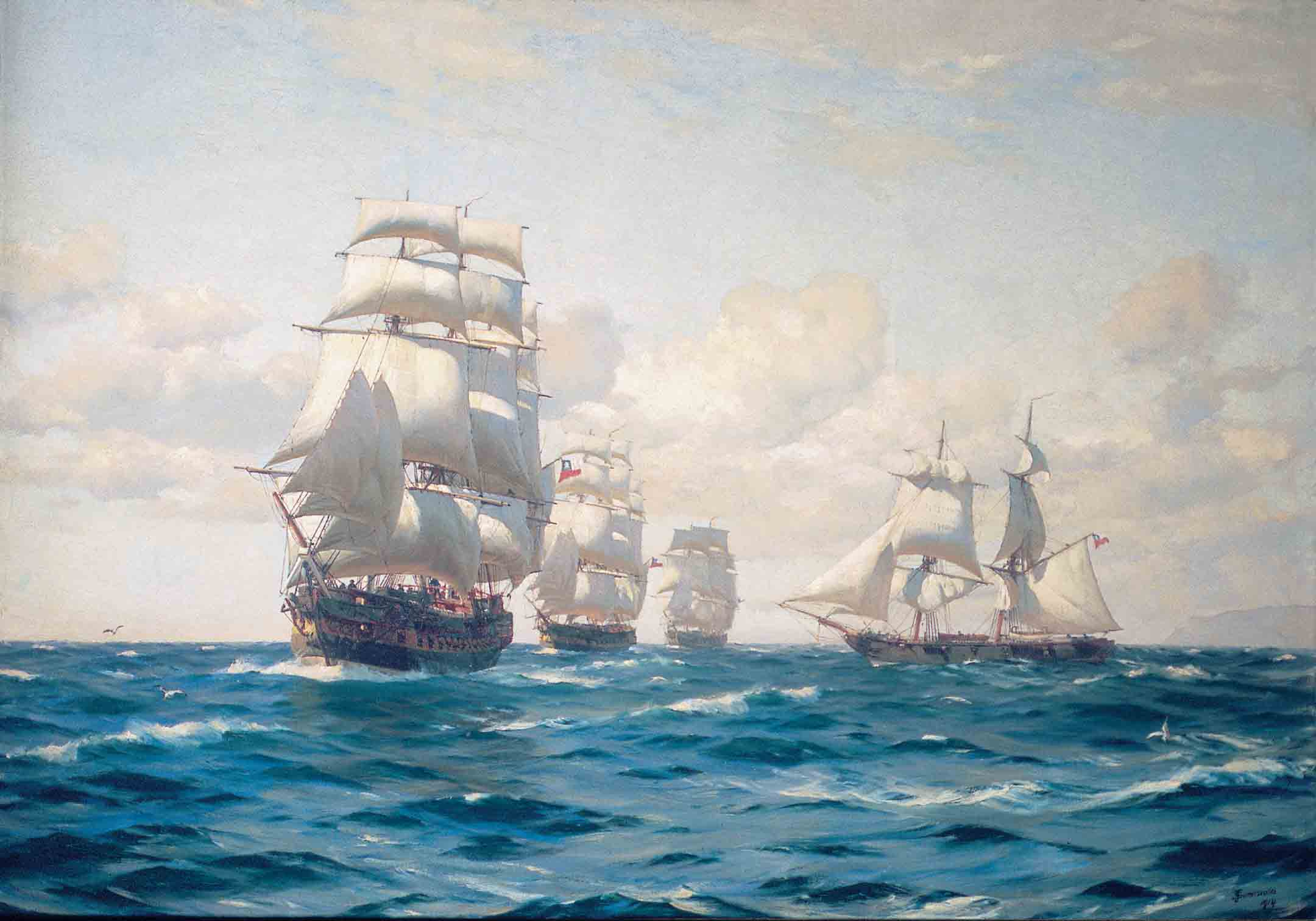
Zarpe de la primera escuadra nacional.

Después de Maipú, el gobierno chileno estaba preparando la campaña al sur del país para reconquistar las plazas de Concepción y Talcahuano. El director supremo O'Higgins, desde el comienzo de su mandato, había observado con preocupación que los buques de guerra realistas controlaban el mar, y debido a eso, ellos obtenían refuerzos y abastecían fácilmente a sus tropas en el puerto de Talcahuano. Para contrarrestar la situación en el mar, su gobierno había autorizado desde 1817 el accionar de corsarios chilenos con sus respectivas patentes de corso, pero no bastando esta medida, se empezó desde mediados de 1818 con los trabajos para poder crear una fuerza naval nacional capaz de obtener el dominio del mar, por lo que comisionaron agentes diplomáticos en el extranjero para poder comprar buques, armamento y también contratar personal calificado para la futura marina chilena. La situación económica del país hacía difícil poder ejecutar este proyecto pero mediante un buen manejo administrativo se pudo llevar a cabo.
Al realizarse estos trabajos, Blanco Encalada había sido llamado a Valparaíso para prestar servicio en la marina y ponerse bajo el mando del capitán de 2.º clase Juan Higginson, marino inglés al servicio de Chile. La marina chilena contaba en esos momentos con la fragata Lautaro y el bergantín Águila que estaban a cargo de Higginson. El 26 de junio, Blanco Encalada había sido nombrado comandante interino del Departamento de Marina con el grado de capitán de 1.º clase. Este nombramiento generó malestar en Higginson debido a que ahora tenía que ponerse bajo el mando de un individuo que consideraba soldado y no marino, ya que hasta entonces solo se había desempeñado en tierra como artillero. Futuras rencillas tendría más tarde con algunos marinos extranjeros que pondrían en duda su capacidad y experiencia de marino, pero sin éxito alguno ya que estas insinuaciones a su persona se debían más que nada a la altivez o arrogancia que generalmente estos profesaban.
Posteriormente, Blanco Encalada en una carta a O'Higgins en la que le pedía que le honrara con el mando de un buque cuando la escuadra saliera a cumplir una misión, argumentaría sobre su capacidad naval de que: 

“Si de marino pude pasar a artillero sin cometer desaciertos que merecieran nota, con mas razón presumo poder volver de artillero a marino con esperanza fundada de desempeñarme bien”.

En ese puesto colaboró con O'Higgins y el ministro de guerra José Ignacio Zenteno en la organización de la escuadra chilena. Bajo su dirección se realizó el equipamiento y reclutamiento de personal para los buques de guerra que iban siendo comprados por el gobierno. También llevó a cabo la creación de un batallón de infantería de marina y una brigada de artilleros de mar. A falta de un reglamento de marina, el gobierno le encomendó la confección de un puntuario de órdenes y disposiciones generales que debía extractar de las ordenanzas de la marina española, en las partes que se consideraran análogas para su uso en el país. Propuso también algunas ideas que serían aprobadas por el gobierno, como el cambio en las denominaciones de los grados de oficiales, un reglamento de uniformes y la creación de una academia para formar a los oficiales, entre otras cosas. El 4 de agosto, Blanco Encalada conseguía la firma del trascendental decreto que crea la primera escuela naval para oficiales de la naciente Armada de Chile.
En los días siguientes, Blanco prosiguió con el alistamiento de la escuadra. La mayor dificultad con que tropezó en esos momentos fue poder completar las tripulaciones de los buques debido a la competencia que le hacían los corsarios para enganchar personas, ya que estos ofrecían mayores pagas que el Estado y además la vida libre del corso les era más agradable que el servicio riguroso en una fuerza naval regular. Por una solicitud que envió a O'Higgins sobre este problema, el gobierno suprimió las licencias de corso. El 11 de agosto, el joven marino informaba con gran entusiasmo sobre los aprestos de la escuadra: 

“La escuadra está lista, socorrida de todo, aparejada, envergada, con aguada para seis meses adentro. No falta más que echarle víveres, gente, algunos cañones y echarla al mar. Su fuerza es tal que puede hacerse dueña del Pacífico y frustrar toda expedición ulterior de España. Puede tomar a Talcahuano, destruir al Callao y dar golpes de tanta importancia, que admiren a Europa y aseguren la libertad de América”.

El 17 de septiembre, Blanco Encalada con el grado de capitán de navío asumía el mando efectivo de la escuadra chilena y Higginson debido a esto se retiraba del servicio de la marina. En la comandancia general de marina asumía en reemplazo de Blanco el capitán de corbeta Juan José Tortel Maschet. La escuadra estaba lista y compuesta por el navío San Martín (insignia), la fragata Lautaro, la corbeta Chacabuco y los bergantines Araucano y Pueyrredón (ex Águila), con un total de 158 cañones y tripulado por 1.249 hombres. O'Higgins premió el celo demostrado por Blanco en la organización y apresto de la escuadra nombrándolo suboficial de la Legión al Mérito de Chile.

### Captura del convoy español de Cádiz
Entretanto en España, aprovechando la paz general con Francia desde 1814 y el regreso al trono de Fernando VII, se había planeado enviar refuerzos a América para poder someter definitivamente a las provincias que aún resistían el dominio español, pero la situación calamitosa de la economía peninsular y la inestabilidad de su gobierno por las ideas anti-monárquicas habían impedido su ejecución inmediata. A mediados de 1817, el gobierno español proyectó enviar una división de alrededor de 2000 soldados a Chile para reforzar al ejército del general Osorio que debía nuevamente reconquistar el lugar, y también se decidió enviar un ejército de alrededor de 15 000 hombres bajo el mando del general Enrique José O'Donnell para reconquistar el Río de la Plata. Esta última expedición quedaría suspendida, mientras que la que se proyectaba para Chile se llevaría a cabo a mediados de 1818 debido al atraso en los aprestos militares.
La expedición española hacia Chile era de 2.080 soldados y quedó bajo el mando del teniente coronel Fausto del Hoyo. Estaba compuesta esta fuerza por el regimiento de Cantabria con dos batallones, un cuerpo de caballería de cazadores dragones, una compañía de zapadores y un destacamento de artillería con 4 piezas de a 4 libras. Los buques que la transportaban eran la Trinidad, Especulación, Escorpión, Atocha, San Fernando, Dolores, Magdalena, Elena, Jerezana y Carlota; y para escoltar estas naves iba la Reina María Isabel al mando del capitán de navío Manuel del Castillo. El punto al que debía dirigirse este refuerzo era el puerto de Talcahuano para reunirse con las fuerzas que el ahora virrey del Perú Joaquín de la Pezuela había enviado al mando de Osorio.
El 21 de mayo zarpó la expedición de Cádiz rumbo a Chile e ignorando los sucesos desfavorables que habían ocurrido en este lugar para la causa realista. Al llegar a la altura de las islas Canarias, el capitán Castillo sufrió una parálisis debiendo ser desembarcado en Tenerife y remplazado en el mando del convoy naval por el teniente de navío Dionisio Capaz. Cuando navegaba el convoy a la altura de Buenos Aires, el Trinidad se amotinó y se entregó en ese mismo puerto para ponerse al amparo de las autoridades patriotas, cayendo en poder de estos el plan de señales de los buques, algunas armas y los documentos que señalaban el lugar al que se dirigían. El Gobierno de O'Higgins pudo enterarse de la aproximación de este convoy gracias a este suceso y dispuso que la recién formada escuadra chilena al mando de Blanco Encalada los interceptara, quedando solo el Pueyrredón en Valparaíso ante cualquier eventualidad. Esta primera misión de la escuadra chilena no estaba exento de dificultares ya que aparte de los temores por ser su primera salida, en la tripulación novata aún hacía falta disciplina, y algunos oficiales extranjeros cuestionaban la experiencia y conocimientos marinos de Blanco Encalada para tener el mando de la flota. Además, existían problemas de comunicación entre marineros y oficiales debido a su composición heterogénea en que se hablaba inglés y castellano, según su origen. Sin embargo, el comandante en jefe hizo lo posible para resolver estas contrariedades poniendo orden, calmando los ánimos, adiestrando a los miembros de la flota durante el viaje e incentivándolos para lograr el éxito en esta misión.
Blanco Encalada zarpó con la escuadra el 9 de octubre desde Valparaíso para dirigirse a Talcahuano tardándose diecisiete días en llegar debido al mal tiempo, lo que permitió que tres transportes españoles; el Escorpión, Atocha y San Fernando desembarcaran las tropas que tenía en el puerto de Talcahuano y prosigieran luego al Callao para llevar provisiones a ese puerto; y que también el 14 de octubre la corbeta Chacabuco, mandada por el capitán de corbeta Francisco Díaz se separara de la división patriota durante un fuerte temporal que duró dos días. Los tres buques restantes de la escuadra chilena llegaron finalmente a las cercanías de la isla Quiriquina. Blanco Encalada de inmediato despachó al bergantín Araucano, al mando del capitán Raimundo Morris, para hacer un reconocimiento de la costa y localizar embarcaciones del convoy español mientras que él se dirigió a la isla Santa María donde hizo prisioneros a 5 hombres de la fragata española Reina María Isabel que ya estaba fondeada desde el 22 en Talcahuano y había dejado en ese lugar a esos hombres para comunicarse con los transportes españoles que venían rezagados.

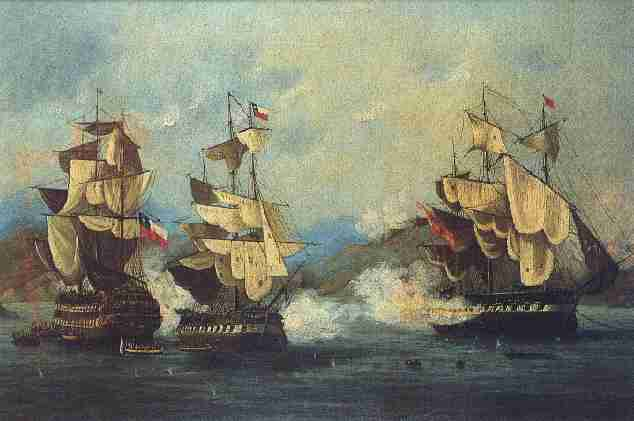
Ataque a la fragata Reina María Isabel en el puerto de Talcahuano.

El 28 de octubre Blanco Encalada, luego de obtener la información necesaria, se dirigió con el San Martín y la Lautaro a Talcahuano donde se encontraba la Reina María Isabel, acercándose a ella con bandera inglesa e izando luego la chilena al estar a una distancia prudente para atacarla, los marinos españoles al notar esto y luego de un mediano cañoneo hicieron encallar el buque y lo abandonaron. Ante esto, Blanco Encalada procedió a abordar y desencallar el buque teniendo que hacer frente al mal tiempo y a los ataques que desde tierra le hacían los realistas; y que además pidieron refuerzos desde Concepción al coronel Juan Francisco Sánchez por lo que Blanco Encalada tuvo que enviar un destacamento de infantería a tierra firme para entorpecer sus movimientos y una vez logrado eso que volvieran a embarcarse. Finalmente al día siguiente, ante la expectación del enemigo, se logró sacar a la Reina María Isabel y hacer posesión efectiva del buque. Blanco Encalada en su parte oficial dirigido a O’Higgins y fechado el 5 de noviembre señaló sobre este último suceso: 

“No puede V.E. imaginarse la sorpresa que causó a los enemigos el ver flotar la nave capturada. El fuego cesó de repente, y unos y otros no hacíamos más que mirar la fragata hasta que el grito de, ¡Viva la Patria!, resonó al mismo tiempo en todas las embarcaciones. Los enemigos no interrumpieron su silencio, pero no volvieron a disparar más que un solo tiro.”

Luego de esa acción, Blanco Encalada se reunió el 31 de octubre con la corbeta Chacabuco y el bergantín Araucano en la isla Santa María y con la información que manejaba se dispuso a esperar en esa posición el resto del convoy español. El 5 de noviembre despachó al Araucano a Valparaíso para informarle al gobierno de los sucesos. El 9 de noviembre se unió a la escuadra el bergantín Galvarino que fue adquirido por el gobierno chileno en Buenos Aires y había fondeado en Valparaíso unos días después que la escuadra chilena saliera de ese puerto al sur para interceptar el convoy español, siendo inmediatamente despachado a esa dirección para apoyarla. El 12 de noviembre llegaba también a la isla el bergantín rioplatense intrépido proveniente de Buenos Aires, para ponerse al servicio de Chile.
Los seis restantes transportes españoles, dispersados por los temporales de los mares del sur iban de manera separada llegando a la zona en los días 11, 12 y 14 de noviembre, y engañados por la bandera española que mantuvo enarbolaba el jefe de la escuadra en la Reina María Isabel, se iban colocando los transportes Dolores, Magdalena y Elena a su costado, siendo capturados por la marinería chilena. Blanco Encalada ante el éxito dejó a la corbeta Chacabuco en la zona y zarpó de ese lugar con el resto de la escuadra a Valparaíso fondeando el 17 de noviembre y siendo recibido de manera triunfal. El 18 de ese mes, a la altura de la isla Mocha, la Chacabuco capturó a la Carlota y la Jerezana y regresó a Valparaíso el 22, completando de esa manera la operación naval. El Especulación no fue capturado ya que hizo el viaje directamente al Callao.
La suerte de la expedición española fue desastrosa. De los diez transportes que partieron de Cádiz, uno se amotinó y se entregó en Buenos Aires, cuatro prosiguieron al Callao, en la que uno de ellos se fue directamente hacia ese puerto, y los cinco restantes fueron capturados por la escuadra chilena que vio así incrementada su escasa dotación de buques, además, con una fragata de guerra, la Reina María Isabel.
El triunfo de Blanco Encalada y la escuadra chilena habían desbaratado la última expedición realista contra Chile, impidiendo de esa manera que se robustecieran las fuerzas realistas en el sur del país. Había también arrancado a España el dominio de las costas chilenas para radicarlo ahora en este nuevo país, al mismo tiempo que infundía, momentáneamente, la confianza y el optimismo necesarios para afrontar los duros sacrificios que exigía la próxima expedición que se enviaría a Perú. Por otro lado, el virrey del Perú se había logrado enterar de los sucesos generándole bastante preocupación, tomando desde ese momento la decisión de asumir una actitud totalmente defensiva, cuidándose mucho de no arriesgar las fuerzas navales con las que contaba y evitar que fueran capturadas por los patriotas chilenos.
Fueron buenos momentos para Blanco Encalada, que además se había casado el 26 de noviembre, luego de su triunfal llegada, con la dama santiaguina Carmen Gana López, con quien tendría seis hijos: Florencio, Félix, Carmen, Mercedes, Teresa y Adolfo.
El 2 de diciembre el gobierno de O'Higgins le otorgó a Blanco Encalada y sus hombres, como reza el decreto que lo concede "el más alto honor que es dado conceder a un país republicano", y decreta que todos los que participaron en la acción porten un escudo de paño verde mar en el brazo izquierdo con un tridente orlado en laureles con el lema "Su primer ensayo dio a Chile el dominio del Pacífico", por su éxito al capturar los cinco transportes y a la fragata Reina María Isabel, que por la ley del 9 de diciembre pasó a llamarse O'Higgins.

### En la campaña naval de Cochrane en el Pacífico

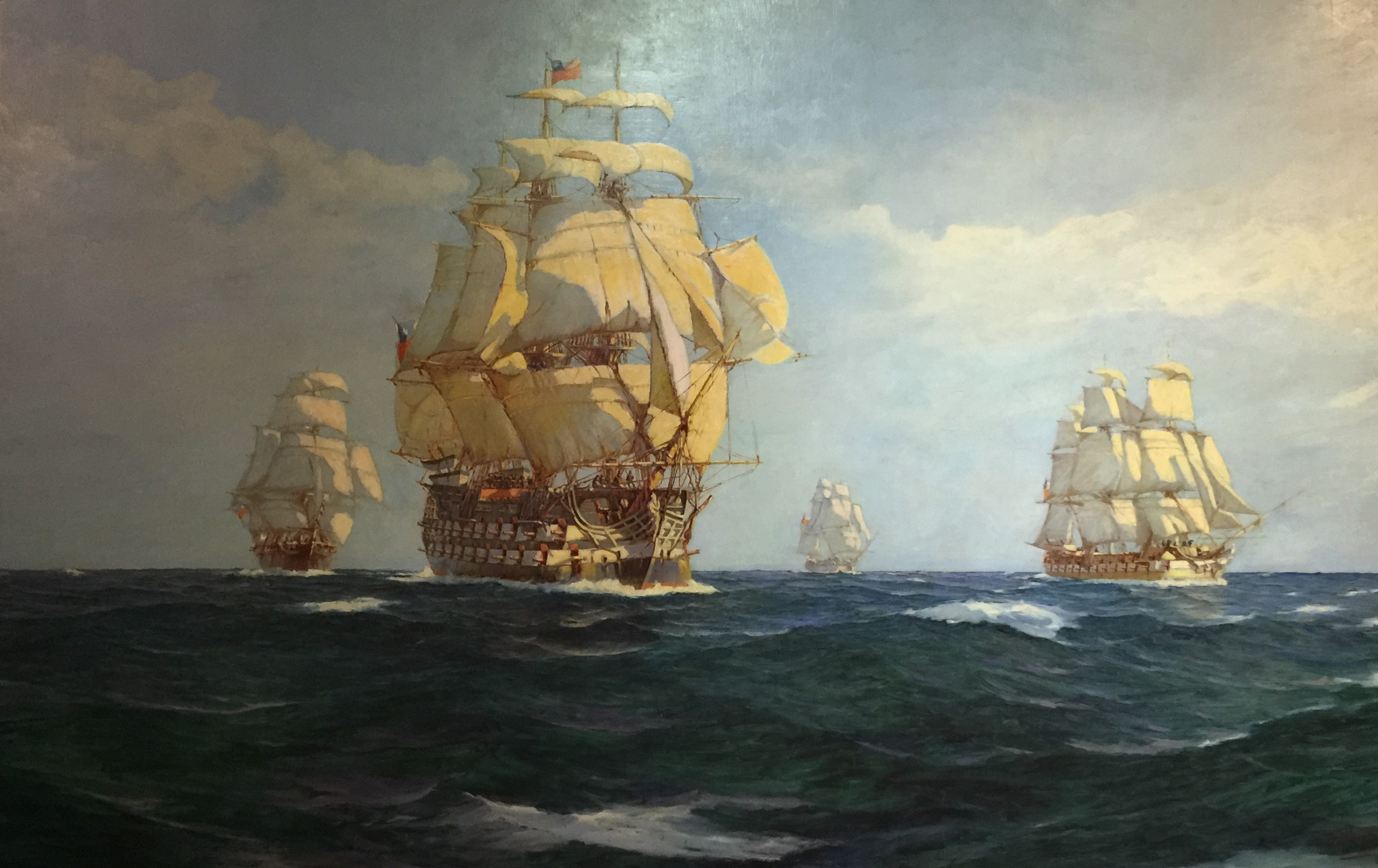
La escuadra naval chilena luego de haber asegurado las costas del país, tuvo la misión de llevar la guerra a las costas del Virreinato del Perú.

La escuadra chilena había logrado un magnífico triunfo con Blanco Encalada en esta ocasión, pero por las exigencias que requería la futura y enorme empresa que se emprendería, es decir, destruir la flota española apostada en el Callao y conducir luego las tropas que darán libertad al Perú, se necesitaba del servicio de un marino experimentado. El gobierno logró contactar gracias a su representante en Reino Unido, José Antonio Álvarez Condarco, a lord Thomas Cochrane que era un marino británico que se había vuelto famoso por sus hazañas en las guerras napoleónicas. Se le contrató entonces para asumir el mando de la escuadra chilena.
A la llegada de Cochrane a finales de noviembre de 1818, el gobierno enfrentó el difícil dilema de sacar del mando de la escuadra a Blanco Encalada para dárselo a Cochrane pese a su reciente triunfo, que bien lo hacía merecedor de seguir en el cargo, pero él comprendiendo la situación del gobierno dejó voluntariamente su cargo de jefe de la escuadra para ponerse gustosamente bajo el mando del ilustre marino británico con el que establecería además una amistad que duraría hasta el final de los días de ambos marinos. Es así que finalmente el gobierno dictó un decreto el 12 de diciembre en la que se le daba el mando de la escuadra a Cochrane con el grado de vicealmirante y Blanco Encalada quedaba como el segundo jefe de la escuadra, siendo ascendido a contraalmirante a sus 28 años de edad. A ambos marinos ahora les correspondería velar por el éxito de las operaciones navales que se llevarían en las costas peruanas.
En 1819 durante los aprestos de la primera expedición naval de Cochrane a las costas peruanas se generó al zarpar del puerto un motín en uno de los buques de la escuadra, teniendo Blanco Encalada que apaciguar los ánimos de la tripulación para que la expedición saliera sin problemas. Él quedó en tierra no participando en un comienzo en aquellas operaciones en las que Cochrane atacó y bloqueó el Callao capturando algunos buques y sembrando el pánico en las filas realistas, pero el 17 de marzo saldría de Valparaíso hacia las costas peruanas con los bergantines Galvarino y Pueyrredón arribando en la isla de San Lorenzo el 28 de marzo donde se enteró por medio del capitán Thomas Carter de la corbeta Chacabuco, que mantenía bloqueado el Callao desde esa posición, que Cochrane luego de haber atacado duramente ese puerto se había dirigido a hostilizar la costa norte del Perú, por lo que se dirigió hacia el norte encontrándolo el 31 de marzo en Huara donde se puso a su órdenes para comenzar los siguientes planes de operaciones. Luego de reaprovisionar todos los buques en ese lugar Cochrane decidió separar la escuadra en dos divisiones, dejando bajo el mando de Blanco Encalada el navío San Martín, la fragata Lautaro, la corbeta Chacabuco y el bergantín Pueyrredón con la misión de mantener bloqueado el Callao, mientras que Cochrane con la fragata O’Higgins (insignia), el bergantín Galvarino y los buques apresados por él a los realistas en el Callao se dedicarían a atacar los poblados costeras del norte peruano y difundir la propaganda patriota.
Blanco Encalada mantuvo un estrecho bloqueo en el Callao impidiendo el reabastecimiento del puerto y dejando encerrada a la escuadra española mandada por el comandante Antonio Vacaro, que además se negaba a dar batalla manteniéndose protegido bajo las baterías del puerto. Pero debido a la falta de víveres y la de medios para conseguirlos en las costas peruanas defendidas por las guarniciones realistas se vio obligada a levantar sin orden el bloqueo el 3 de mayo dirigiéndose directamente a Valparaíso donde fondeó el 25 del mismo mes, y luego Cochrane llegaría en unos días más. El gobierno, molesto por este acontecimiento, lo sometió a juicio pero sería finalmente absuelto.
En septiembre participó en la segunda expedición de Cochrane a las costas peruanas compuesta por los mismos buques antes mencionados, pero agregándose a ellos la recién adquirida corbeta Independencia, la goleta Moctezuma capturado a los españoles en la expedición anterior, y también los transportes Victoria y Jerezana que iban a ser usados como buques explosivos. Blanco Encalada iba a bordo del navío San Martín que estaba mandado por el capitán de navío Guillermo Wilkinson.
El 28 de ese mes llegaron al Callao en donde Cochrane para atacar el puerto y destruir la escuadra española había diseñado un hábil e incluso fantástico plan que era la utilización de cohetes Congreve junto a los buques explosivos. Estos no dieron el resultado esperado, situación que Cochrane atribuyó al hecho de que el gobierno de Chile los hizo construir por prisioneros monarquistas, los que tomaron la oportunidad para sabotearlos. Sin embargo, la escuadra bloqueó el puerto, y luego de algunos combates, apresó unos cuantos buques. Al pasar el tiempo Cochrane ordenó que mientras él se mantenía en el Callao, una parte de la escuadra al mando del capitán Martin Guisse se dirigiera a Pisco para conseguir provisiones, las que efectivamente obtuvo luego de tomar el puerto en un furioso ataque el 7 de noviembre.
En esos momentos se esperaba la llegada de una división naval española proveniente de Cádiz, que iba bajo el mando del brigadier Rosendo Porlier y Asteguieta, para reforzar la escuadra del Pacífico. Iba compuesta esta división por los navíos de línea Alejandro I y San Telmo, la fragata Prueba y el mercante Primorosa Mariana con provisiones y armamento. Esta división no fue afortunada en su viaje ya que el Alejandro I debió regresar a España cuando iba a la altura del Ecuador por el mal estado de su casco y el San Telmo se hundió en el Cabo de Hornos junto a Polier a bordo, y solo pasaron con éxito esa zona austral la fragata Prueba y el mercante Primorosa Mariana. Cochrane se enteró de esto y de que la Prueba se había dirigido a Guayaquil por lo que se dispuso a ir a ese lugar, pero también decidió enviar a Blanco Encalada con una parte de la escuadra de regreso a Valparaíso por la falta de provisiones, la cantidad de enfermos y también para que estimulara al gobierno a acelerar los preparativos de la expedición libertadora. Él partió con el navío San Martín, la corbeta Independencia y el transporte Jerezana, convertido este último en buque hospital. Llegó a Valparaíso en diciembre y Cochrane lo haría a comienzos del siguiente año, ya que había ido primero a Guayaquil el 25 de noviembre donde capturó a las fragatas armadas Águila y Begoña, y después incursionó en la zona sur de Chile donde luego de pedir tropas de infantería al general Ramón Freire en Talcahuano, tomó en un sorprendente ataque el sistema de fuertes ubicado en la bahía de Corral entre el 3 y 4 de febrero, y se hizo con los poblados de la zona como Valdivia y Osorno, con la excepción de la isla de Chiloé.

### Auxilia al Perú en 1822 y 1824

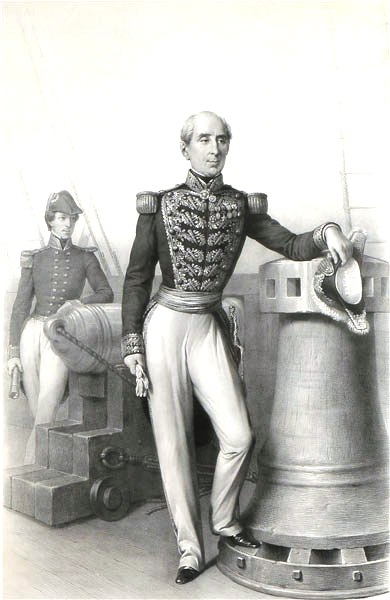
El almirante Manuel Blanco Encalada en campaña.

Al zarpe de la Expedición Libertadora del Perú el 10 de agosto de 1820 Blanco Encalada se mantuvo en Chile, ya que el gobierno lo había nombrado jefe del estado mayor y comandante general de armas de la plaza de Santiago que él solicitó, y en septiembre de ese año fue nombrado mariscal de campo del ejército de tierra. En ese período creó con la aprobación del gobierno una junta de beneficencia en su propia casa llamada Sociedad de Amigos del País, donde participaron respetables hombres de la independencia. Durante una de las reuniones de esta sociedad que él precedía hizo algunas críticas al gobierno de O'Higgins que no cayeron muy bien en el propio director supremo al enterarse, y sumado al ambiente despótico y de desconfianza que había en el gobierno contra los opositores, Blanco Encalada sería considerado como un conspirador por lo que fue arrestado y se le sometió a un proceso del que finalmente salió absuelto de todo cargo, aunque no volvió a ocupar su puesto de comandante general de armas. Pero a pesar de esta situación que se generó entre él y O'Higgins, se volvería a recobrar prontamente la confianza y amistad entre ambos.
En 1822 Blanco Encalada, por orden del gobierno chileno, se había unido a las fuerzas independentistas que luchaban en el Perú. En esos momentos ya se había afianzado en ese lugar el Protectorado de San Martín, Lima estaba en manos patriotas, el mar era controlado también por los patriotas y los realistas liderados ahora por el virrey José de la Serna se habían retirado a la sierra para reorganizarse. Por otra parte, la escuadra chilena liderada por Cochrane se había retirado de las costas peruanas a mediados de 1821, al tener este jefe desacuerdos con San Martín respecto a la paga de la marinería y los intentos del protector de peruanizar o hacer pasar íntegramente la escuadra chilena al Perú. El punto de mayor tensión entre ambos militares sería cuando Cochrane tomó parte del dinero que le correspondía a la escuadra del tesoro público peruano depositado por San Martín en un transporte en Ancón, lo que le valió la expulsión del Perú. San Martín con esto se quedaba sin respaldo naval para las operaciones militares, por lo que el 8 de octubre de ese año organizó la naciente Marina de Guerra del Perú, quedando está bajo el mando de Martín Guisse. Pero al siguiente año llegaba Blanco Encalada al Perú asumiendo el 7 de febrero con el grado de vicealmirante el mando de la escuadra peruana, remplazando a Guisse que quedó como su segundo. En este cargo y a bordo de la fragata Protector, buque insignia de la escuadra peruana, apoyó en la conducción por mar de casi a todas las expediciones que de Guayaquil y el Callao salieran al mando de comandantes como Rudecindo Alvarado, Andrés de Santa Cruz, Antonio José de Sucre y otros jefes para los diversos puertos de la costa peruana. Durante estas comisiones tuvo la oportunidad de conocer al general Simón Bolívar con quien hizo amistad, pero por las características e impulsos del venezolano le expresaba a O'Higgins en una carta fechada el 9 de diciembre que: 

“...Por la franqueza que me ha dispensado el Libertador y las muchas conversaciones que he tenido con él, añadiendo su conducta, de que he sido testigo, me han hecho conocerle; y a mi vuelta a ésa ya haré a usted el retrato más imparcial de su carácter. Baste sólo decir a usted como amigo y como chileno, que lo considero un enemigo peligroso de quien es preciso guardarse mucho”

Su cargo de jefe de la escuadra peruana lo desempeñó hasta principios de 1823, ya que fue designado por el nuevo gobierno peruano de José de la Riva Agüero como ministro plenipotenciario del Perú ante las Provincias Unidas del Río de la Plata para que consiguiera apoyo de ese gobierno.  

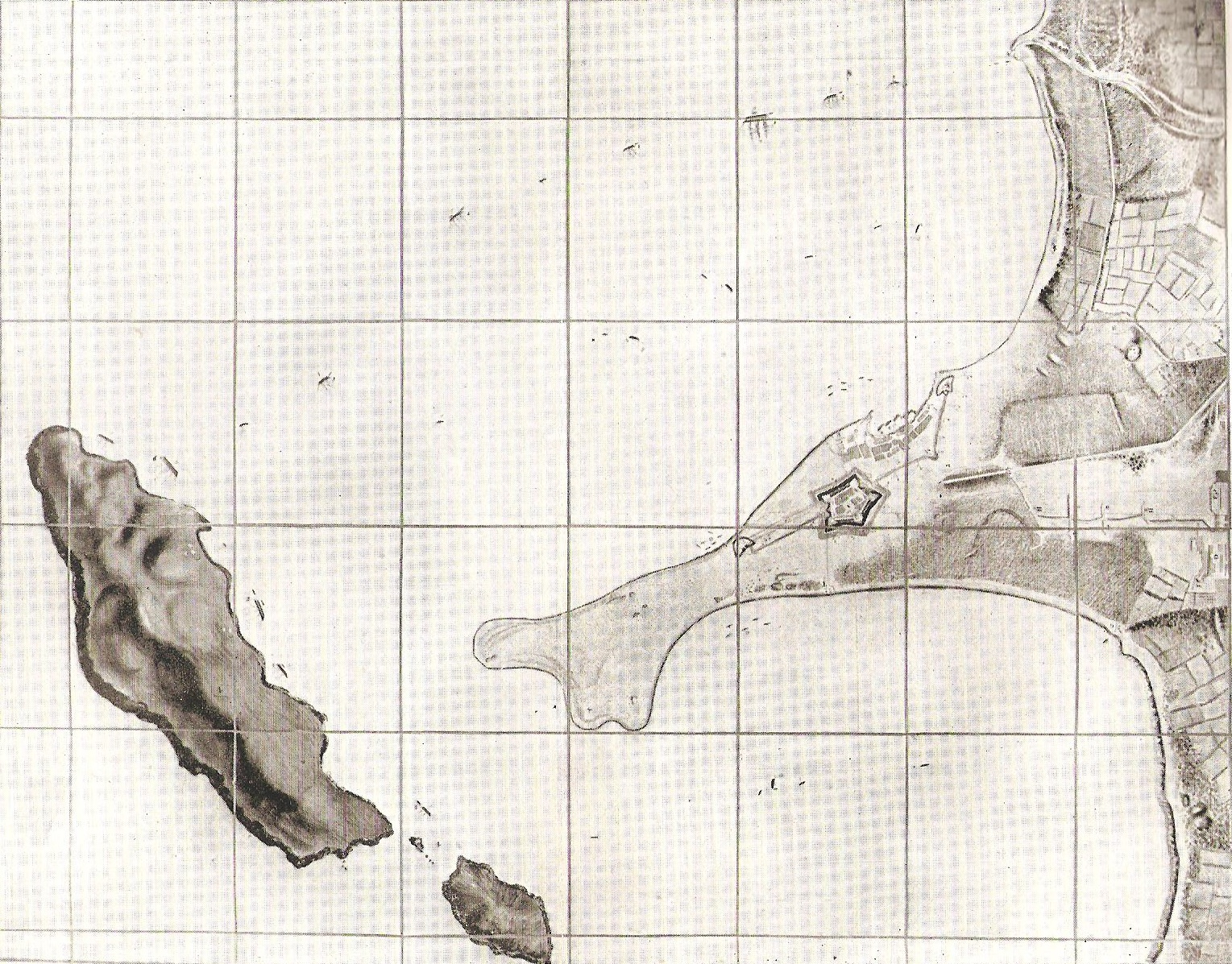
Plano de la plaza del Callao, lugar donde sucedieron las principales acciones navales de la escuadra chilena durante la independencia de Perú.

Cumplida esa comisión regresó a Chile en 1824 para ejercer las funciones de mayor general del ejército, las que desempeñó hasta mediados de ese año, ya que al estar ausente Cochrane del mando de la escuadra volvió a recibir ese puesto y fue ascendido en julio a vicealmirante teniendo ya 34 años de edad. En noviembre se le confió el mando de una división naval compuesto por la fragata O'Higgins, la corbeta Chacabuco, el bergantín Galvarino y la goleta Moctezuma para auxiliar al Perú desde el mar, ya que desde España se había enviado una expedición naval bajo el mando del comodoro Roque Guruceta que había retomado el control de esas costas tras batir la escuadra peruana mandada por Guisse y romper el bloqueo que este ejercía en el Callao. Con la retirada de esa división naval española por la catástrofe que significó la batalla de Ayacucho que afianzaba la independencia peruana, la división de Blanco Encalada se unió a las escuadras de Perú y la Gran Colombia, ejerciendo él como jefe de la escuadra combinada, y el 7 de enero de 1825 se pusieron frente al puerto del Callao que estaba en manos realistas desde una sublevación militar ocurrida el 5 de febrero del año anterior y que la comandaba ahora el brigadier José Ramón Rodil. La fuerza naval combinada al mando de Blanco Encalada retomó el bloqueo naval ese día, complementando al sitio terrestre que ya sufría la guarnición realista. Durante el bloqueo, Blanco Encalada logró capturar las únicas unidades sutiles que los realistas tenían en el Callao y atacó sin pausas los reductos realistas de tierra causando bastantes estragos en sus filas. Además, negoció con Rodil la liberación de algunos oficiales chilenos presos desde la sublevación de la guarnición independentista. Estuvo durante estas acciones bajo las órdenes de Bolívar que gobernaba en esos momentos en Perú como dictador.
Luego de estar unos cuantos meses bloqueando el puerto del Callao se retiró de ese lugar en junio dirigiéndose con sus naves a Valparaíso para advertir al gobierno chileno de las intenciones de Bolívar de anexionarse Chiloé. El asedio marítimo y terrestre del Callao seguiría hasta el 23 de enero de 1826, en la que finalmente capitularían las fuerzas realistas de ese puerto.

### En la segunda expedición a Chiloé

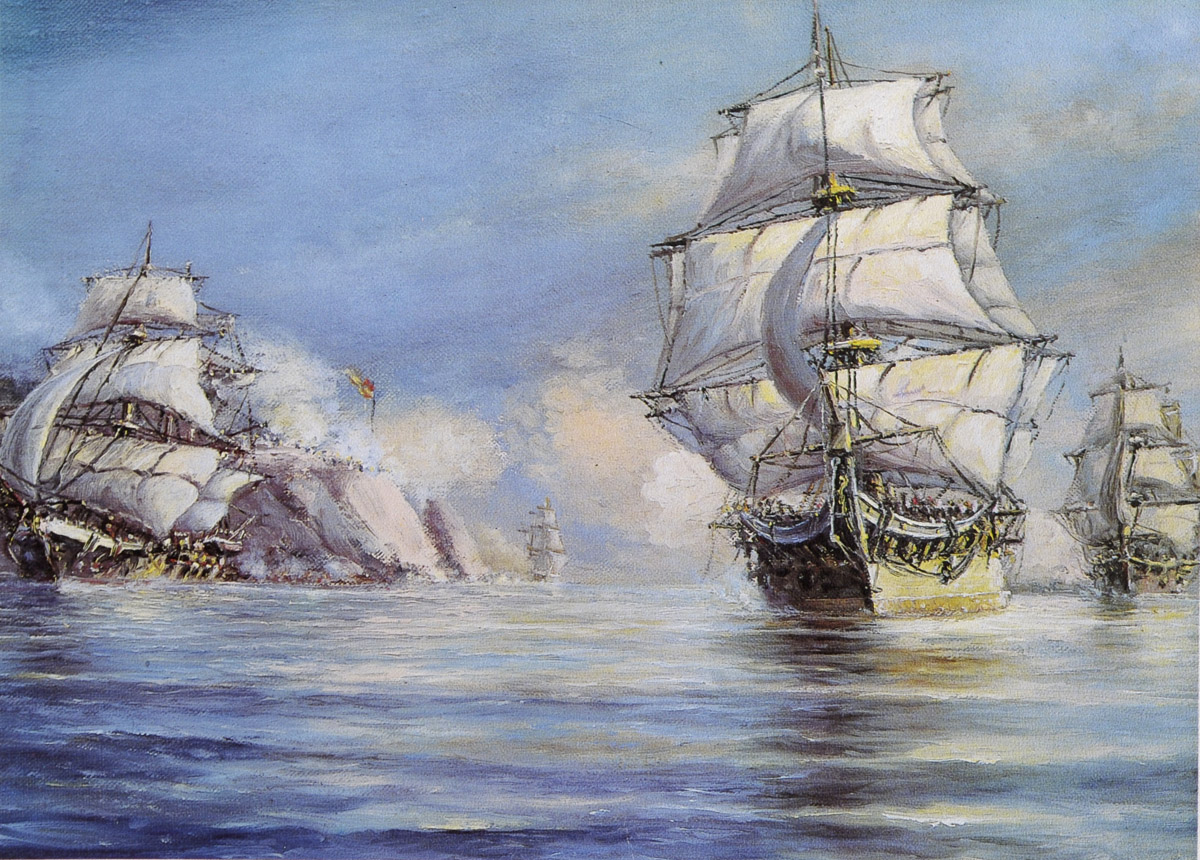
La escuadra chilena al mando de Blanco Encalada en la expedición a Chiloé de 1826.

Tras enterarse de que el gobierno de Simón Bolívar en Perú propuso la toma de Chiloé y al darse una fuerte opinión de anexar para sí el archipiélago, Blanco Encalada abandonó el bloqueo del Callao con las naves chilenas para dirigirse a Valparaíso.
Comunicado el director supremo Ramón Freire de esas pretensiones a la llegada de Blanco Encalada, se dispuso inmediatamente la organización de una nueva expedición. Anteriormente se había enviado una expedición a Chiloé al mando del mismo Freire, pero esta fracasó por lo que ahora se enviaría una segunda para derrotar a las fuerzas realistas de esa isla comandadas por el gobernador Antonio de Quintanilla que se mostró reacio al negociar con los patriotas y prefería luchar hasta el final.
En esta campaña, Blanco Encalada comandó una flota de 5 buques de guerra y 5 transportes con los que condujo a las tropas chilenas a Chiloé. Al comenzar las operaciones contra los realistas, Blanco Encalada ayudó a establecer las cabezas de playa para el desembarco de las tropas y se batió exitosamente en el interior de la bahía de Ancud con los cañones de los fuertes que defendían el lugar, siendo una de las más poderosas defensas la del Castillo San Miguel de Agüi.
Al lograr el ejército entrar al interior de la isla para cumplir el objetivo de tomar la ciudad de San Carlos de Ancud desde tierra, se encontró con las fuertes defensas que el brigadier Quintanilla había hecho en Poquillihue que hacían peligroso un ataque desde cualquier punto, lo que puso en difícil posición la campaña. Blanco Encalada ante la difícil situación planeó atacar las lanchas cañoneras que defendían desde la costa de Pudeto las posiciones de los realistas. El ataque a las lanchas de Pudeto se efectuó el 13 de enero resultando en un completo éxito al capturar las lanchas enemigas. Al siguiente día, al ver él un punto débil desde el mar en el fuerte realista, ordenó que con las mismas lanchas capturas a los realistas atacaran la defensa de Poquillihue logrando desbaratar la posición y que finalmente el general José Manuel Borgoño iniciara el ataque final con el ejército, derrotándolos completamente en la batalla de Bellavista.
Con la derrota de los realistas, Quintanilla en concordancia con el general Freire firman el Tratado de Tantauco que marcó la incorporación definitiva del archipiélago a la República de Chile. Con este hecho trascendental, finalizaba para Chile la guerra de emancipación, por lo que se llevó a cabo el desarme de la escuadra chilena en 1827 ante la imposibilidad económica de mantenerla.

## Paso por la política
Tras la renuncia de O'Higgins en 1823, el país entró en un período de inestabilidad política que duró toda una década. El general Ramón Freire, que asumió el cargo de Director Supremo en 1823 intento resolver los problemas que había en la legislación, pero el constante desorden político en que se encontraba el país sumado a la crisis económica imperante, provocó la caída de su gobierno.
Es así que en un ambiente dominado por problemas económicos y rencillas entre los bandos políticos, el 8 de julio de 1826 el Congreso Nacional procedió a elegir al sucesor de Freire. Producto de su distinguida actuación en la guerra de independencia, en dicha elección resultó ganador Manuel Blanco Encalada que asumió el mando al día siguiente, previo juramento ante el Congreso, convirtiéndose así en la primera persona en Chile que ocuparía oficialmente el título de "Presidente de la República" (Presidente Provisional de la República). Su corto gobierno estuvo marcado por el dominio del grupo federalista y la promulgación de las Leyes Federales de ese año. Estas medidas fueron consideradas poco prácticas para el país y rechazadas, por lo que Blanco Encalada renunció el 9 de septiembre. Esto generó una sucesión de presidentes de cortos períodos de gobierno debido a la inestabilidad aún latente.
Después su renuncia, se alejó de la política activa y de la vida militar dedicándose solo al cuidado de su familia e intereses desde su fundo El Conventillo, por lo que no tomó un bando durante la guerra civil que estalló a finales de 1829, en la que triunfa el bando conservador liderado por el general José Joaquín Prieto y el carismático Diego Portales.
Con el triunfo conservador, la Logia Filantropía Chilena (el primer intento masónico en el país) que había fundado Blanco Encalada cuatro años atrás y que tuvo una cierta importancia en la formación del incipiente pensamiento liberal en Chile, fue disuelta. Sin embargo, no se perdió la simiente de la Orden.

## En la guerra contra la Confederación Perú-Boliviana

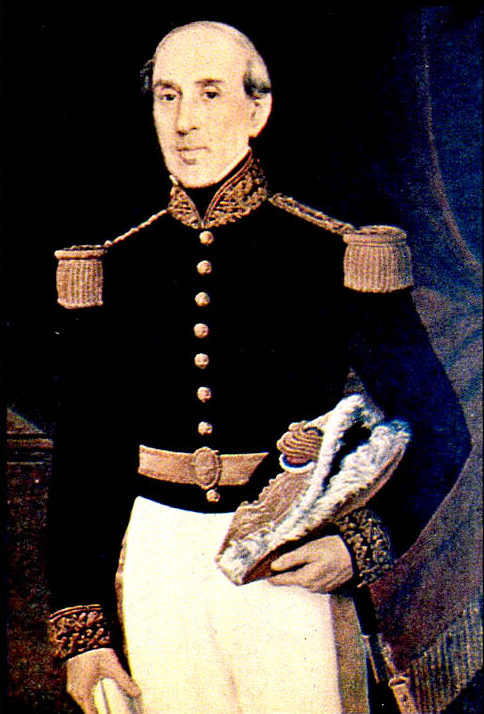
Manuel Blanco Encalada con uniforme de general en jefe de campaña.

En 1836 se generó una fuerte tensión entre Chile y la recién creada Confederación Perú-Boliviana a la que se veía como una amenaza en el escenario americano, más aún después de apoyar a opositores del gobierno de Joaquín Prieto, como al general liberal Ramón Freire que recibió apoyo en la organización de una expedición a Chiloé para derrocar al gobierno chileno.
El ministro Diego Portales vio en esta ayuda las intenciones del protector de la confederación el mariscal Andrés de Santa Cruz de desestabilizar Chile, por lo que al desbaratar la expedición de Freire, envió al puerto del Callao 2 buques de guerra a cargo de Victorino Garrido para apoderarse de los buques de ese país y obligar a la Confederación a ir a la guerra. Si bien 3 buques confederados fueron capturados en la noche del 21 de agosto, no se logró el segundo objetivo y el conflicto quedó pendiente.
Es en medio de esta situación que Manuel Blanco Encalada volvía al servicio activo como militar siendo nombrado comandante de la escuadra para dirigir una fuerza naval organizada de 5 buques de guerra, para llevar hasta el puerto del Callao al ministro plenipotenciario Mariano Egaña para lograr una negociación favorable a Chile. Pero estas negociaciones fracasaron y el 28 de diciembre Chile le declaró la guerra a la Confederación, por lo que Blanco Encalada comenzó las operaciones navales para destruir la Armada Confederada Perú-Boliviana. Las operaciones de Blanco Encalada duraron hasta comienzos de 1837, y durante estas tuvo unos pequeños enfrentamientos con las naves confederadas y bloqueó los puertos del Callao y Guayaquil ya que la escuadra confederada se negaba a presentar batalla y evadía a la escuadra chilena en todo momento.
Blanco Encalada volvería a Valparaíso por orden del gobierno para tomar el mando del ejército expedicionario que iba a destruir la confederación. En una carta que Diego Portales le dirigió a Blanco Encalada le dio las motivaciones de la guerra y su enfatizada firmeza de disolver la Confederación. Portales le indicó que con la victoria de las fuerzas que comandaría, le daría a Chile una segunda independencia ya que de prevalecer la Confederación Perú-Boliviana el país sería ahogado por ella y quedaría en segundo plano. Antes de partir a la guerra, derrotó el 6 de junio en las llanuras del cerro Barón de Valparaíso, a las tropas amotinadas de Quillota comandadas por el coronel José Antonio Vidaurre, que habían organizado una sublevación militar para capturar al ministro Diego Portales que venía a pasar revista a las tropas y que al ser capturado terminaría después siendo fusilado. Este hecho provocó un mayor fervor y convencimiento en la sociedad de ir a la guerra, al darse la teoría de que la sublevación fue instigada por Santa Cruz.
Finalmente Blanco Encalada como general y comándate en campaña, y con un ejército de 3.194 hombres, entre los cuales figuraba una columna peruana de exiliados de 402 hombres al mando del general peruano Antonio Gutiérrez de la Fuente, zarpó el 15 de septiembre en 16 transportes y convoyados por siete buques de guerra de la escuadra chilena al mando del capitán de navío Roberto Simpson.
La expedición pasó por Iquique el 22 de septiembre y el 24 del mismo mes llegó a Arica, donde se esperaba la adhesión de los peruanos, sin embargo, estos se mostraron desinteresados de la causa. Luego, el comandante se dirigió a Islay y emprendió en ese lugar el desembarco y la marcha hacia la ciudad de Arequipa donde no fue muy bien recibido por el pueblo y fue rodeado por el ejército de Santa Cruz que ascendía a 5000 hombres aproximadamente. En esa situación, Santa Cruz entró en negociaciones con Blanco Encalada para evitar el derramamiento de sangre, enviando a los generales Ramón Herrera y Anselmo Quiroz. En esas negociaciones, él con la hidalguía del caballero antiguo, le propuso a Santa Cruz un combate o duelo entre tropas escogidas, de igual y reducido número por cada ejército, pero no fue aceptado por el protector.
Finalmente ante las falencias y las pérdidas logísticas sufridas que le impedían enfrentar en buenas condiciones al superior ejército de la confederación, firmó el 17 de noviembre, en mutua concordancia con Santa Cruz y debido al americanismo y amistad de ambos jefes, el Tratado de Paucarpata en el que se acordaba la paz entre Chile y la Confederación y se exigía una serie de condiciones que los chilenos pidieron como garantía a su país y las fuerzas en campaña. Posteriormente este acuerdo fue desconocido por el gobierno chileno al no estar Blanco Encalada capacitado para llegar a acuerdos que no fueran los establecidos por su gobierno.
Esta experiencia de Blanco Encalada en la guerra no fue nada gratificante. En territorio enemigo, sus fuerzas se encontraban en minoría numérica y diezmadas por epidemias y deserciones, además habían sido mal informados de la situación del Perú, ya que la población en general no favoreció a la expedición restauradora. Al regresar a Valparaíso con sus fuerzas, dimitió del mando ante un consejo de guerra el 31 de diciembre y fue luego sometido a un juicio militar de la que saldría finalmente absuelto el 20 de agosto de 1838 al declararse en la sentencia las razones para no ser culpado, de las que se pueden mencionar las dificultades que se produjeron en la expedición que no estaban al alcance de su comandante, y que de no haber obrado como lo hizo en la fase final de la expedición, el ejército expedicionario hubiera sido sacrificado infructuosamente.
Ante el fracaso de la expedición, fue enviada a mediados de 1838 una segunda expedición al mando del general Manuel Bulnes quien, luego de varias acciones, derrotó el 20 de enero de 1839 a Santa Cruz en la batalla de Yungay, logrando la disolución de la confederación y la hegemonía de Chile en el Pacífico Sur.

## Viajes a Europa y sus asignaciones en Chile
Luego de su infortunio en la guerra, se alejó del servicio activo y en 1844 visitó los principales países de Europa con su familia, gracias a la obtención el 21 de febrero de un retiro temporal. Él teniendo ya 60 años regresó a Chile en 1846 empapado de todos los progresos de la moda, la edilidad y la cultura social de ese continente.
El 25 de junio de 1847 fue nombrado por el ministro Manuel Camilo Vial, durante el creciente gobierno de Manuel Bulnes, comandante general de marina e intendente del puerto de Valparaíso. Con este último cargo impulsó en el puerto varias obras renovadoras de utilidad pública como hospitales, mejoramiento del pavimento de las calles, contratos de gas y agua potable, y la primera piedra del ferrocarril de Santiago a Valparaíso.
En 1851 al estallar una revolución liberal en contra del gobierno de Manuel Montt, el vicealmirante e intendente de Valparaíso Blanco Encalada participó personalmente en el sofocamiento de un motín en el puerto el 28 de octubre de ese año. Vencida la revolución, fue nombrado ministro de Chile en Francia ante la corte de Napoleón III, el 27 de enero de 1853, como premio a sus servicios para el Estado. Con esto, visitaba por cuarta y última vez Europa junto a su familia.
En Francia, estuvo bastante ligado por parentesco y amistad con lo más escogido de la nobleza francesa y también con la familia imperial por una vieja y estrecha amistad que lo unía con la familia de la emperatriz Eugenia de Montijo, al ser el padre de la emperatriz Cipriano Palafox y Portocarrero, un compañero de Blanco Encalada en España durante su juventud. Durante su misión en Francia, su hijo Florencio se casó con la princesa rusa Olga Basilevna Trubetzkoy y su hija Teresa con Francisco Echeverría Guzmán, siendo los padrinos de esta última pareja Napoleón III y su mujer, Eugenia de Montijo.
En 1854 fue comisionado junto al contraalmirante Roberto Simpson para estudiar las propuestas y contratos para la construcción de un buque de guerra en Europa. Este buque que sería una corbeta se comenzó a construir en diciembre de ese año en Inglaterra, en los astilleros de Enrique Pritcher, Northfleet, Condado de Kent. Luego, en junio de 1855 fue oficiado a una misión especial en Roma, ante la Santa Sede para ajustar un concordato sobre temas de libertad religiosa pero no se llegó a ningún acuerdo.
El 26 de junio de 1855, respecto a la corbeta que se estaba construyendo en Inglaterra, se le denominó con el legendario nombre de Esmeralda, en recuerdo del buque capturado por Cochrane en la rada del Callao, y se le dio el lema de “Gloria y Victoria” que sirvió de santo y seña a la división de abordaje de la acción mencionada. El costo de la corbeta fue de 217.461 pesos de la época, y el 18 de septiembre fue lanzado al agua siendo sus padrinos Blanco Encalada y la señora Tránsito Yrarrázabal de Guzmán. El buque zarpó al mando de Simpson de Falmouth, arribando en Valparaíso el 7 de noviembre de 1856. En ese año Blanco Encalada, gracias a sus habilidades diplomáticas para ejercer sus funciones en Europa y su relación con altos personajes de la época, es condecorado por la reina Isabel II de España con la Gran Cruz de la Orden Carlos III.
Cumplido su ministerio en Francia, volvió a Chile en junio de 1858 y al siguiente año adquirió la chacra de Apoquindo, en cuya casa permanecería largas temporadas. Él y su familia al volver de Francia habían traído a la sociedad chilena el “esprit” del Segundo Imperio Francés, expresado en sus actividades sociales. También a su regreso ocupó varios puestos honoríficos en el país siendo el más destacado el de senador en 1864, pese a su avanzada edad de 74 años. Luego tuvo que abandonar voluntariamente el cargo por la enfermedad que le afligía en ese momento y que no le permitía tomar parte en debates.

## En la guerra contra España
En 1865, con motivo de la guerra contra España, ofreció sus servicios al país. Este conflicto se originó el año anterior, cuando la escuadra española al mando del almirante Luis Hernández-Pinzón Álvarez se apoderó de las islas Chincha del Perú después de un incidente en una hacienda de ese país, donde se vieron afectados residentes españoles. Estas islas eran uno de los principales centros productores de guano del Perú. En Chile, al igual que en otros países de la América Española, este hecho fue considerado como una agresión injustificada por parte de España, incluso, se temió que estos secesos fueran el comienzo de una aventura que pretendiera reconquistar las antiguas colonias. El gobierno chileno tomó la decisión de negar todo tipo de aprovisionamiento a la escuadra española y apoyar a Perú. Esto generó que el comandante de la escuadra española el vicealmirante José Manuel Pareja, que sucedió a Pinzón y al ministro español en Chile, exigiera al gobierno chileno el levantamiento de las restricciones a su escuadra y las debidas satisfacciones al honor español, de no aceptarlas, él procedería con su escuadra a bloquear y hostilizar las costas chilenas.
Estas exigencias y amenazas llevarían al gobierno de Chile a declarar la guerra a España el 24 de septiembre, pese a las desventajas que había frente a las fuerzas navales españolas ya que Chile al comenzar la guerra solo contaba con dos buques de guerra que eran la corbeta de hélice Esmeralda y el vapor armado Maipú. El gobierno chileno también formalizó una alianza militar con el Perú, haciendo que este país uniera sus fuerzas navales con las de Chile para hacer frente a los españoles. De igual modo se invitó a otros países del continente para formar una alianza sudamericana contra los españoles, respondiendo al llamado Bolivia y Ecuador que le declararon la guerra a España a comienzos de 1866. Si bien estos dos últimos países no participaron activamente en las operaciones militares, sus puertos ahora no podrían ser usados para reabastecer la escuadra española.
Blanco Encalada que había ofrecido sus servicios al país, también dirigió en esos momentos con gran energía la Sociedad de la Unión Americana que rechazaba la agresión española. Él debido a este conflicto diría: 

“Tengo setenta y cinco años, pero estoy dispuesto a sacrificar los pocos días de gracia que me reserva el cielo, antes que ver empañada la estrella de Chile en ese mar que sus heroicos hijos conquistaron.”

El gobierno chileno le había ofrecido un puesto, aunque no el que deseaba ya que se le dejó como consejero. Sin embargo, Blanco Encalada ante la falta exigió un cargo efectivo para poder luchar en la guerra por lo que al acordarse definitivamente una alianza con el gobierno peruano del general Mariano Ignacio Prado Ochoa y al firmarse un tratado el 14 de enero de 1866, se le dio el 23 de abril el mando de la escuadra combinada chileno-peruana, pero no pudo tomar el mando de esta fuerza inmediatamente ya que el capitán de navío Juan Williams Rebolledo que ejercía provisoriamente el mando de esta escuadra aliada desde antes del nombramiento de Blanco Encalada, se encontraba en la ensenada de Huito esperando la llegada de los blindados peruanos Huáscar e Independencia para equilibrar las fuerzas y enfrentar abiertamente en el mar a los españoles.
Con la retirada de la escuadra española al mando del brigadier Casto Méndez Núñez (quien sucedió a Pareja debido su suicidio por la captura de la Covadonga y la mala situación española) luego del bombardeo de Valparaíso y el combate del Callao, Blanco Encalada se pudo embarcar en Valparaíso en la corbeta peruana Unión y zarpar hacia Chiloé donde se reunió con la fuerza naval binacional y tomó el mando efectivo de éstas, volviendo con toda la flota a Valparaíso para reconcentrar sus fuerzas y esperar la llegada de los dos blindados peruanos. Una vez que llegaron esos blindados se esperaba empezar las operaciones ofensivas contra los españoles, pero finalmente estas ideas del gobierno cesaron y posteriormente en 1871 se llegó a un armisticio con España.

## Su última misión y fallecimiento
A finales de 1868 se dictó por el congreso la autorización para la repatriación de los restos del libertador Bernardo O'Higgins que se encontraban sepultados en Lima. Blanco Encalada solicitó y obtuvo el encargo de presidir la comisión de militares y funcionarios que irían al Perú. Al llegar a aquel lugar, él tuvo un recibimiento bastante bueno por parte de las autoridades peruanas que le tenían bastante estima por ser uno de los hombres que luchó durante la independencia de su país y por sus buenos antecedentes.
Las naves chilenas que participaron en la repatriación que dirigió Blanco Encalada fueron las corbetas de guerra Esmeralda, Chacabuco y O'Higgins, siendo esta última la nave insignia. Realizado todos los honores del caso, las naves zarparon del puerto del Callao escoltadas por dos buques peruanos, el monitor Huáscar y la fragata de hélice Apurimac. A ellas se le sumaron naves francesas, inglesas y norteamericanas. Finalmente el convoy llegó a Valparaíso el 11 de enero de 1869, escoltado por la fragata peruana Independencia. Ya en Chile, Blanco Encalada pronunciaría el discurso oficial en los funerales de O’Higgins, el 13 de febrero.
Finalmente tras un largo período de servicio el 5 de septiembre de 1876 en Santiago, falleció el vicealmirante Manuel Blanco Encalada a sus 86 años, habiendo logrado a lo largo de su vida ser marino, militar, político, diplomático, primer presidente de la república y jefe de la primera escuadra nacional.

## Reconocimiento

### Monumentos

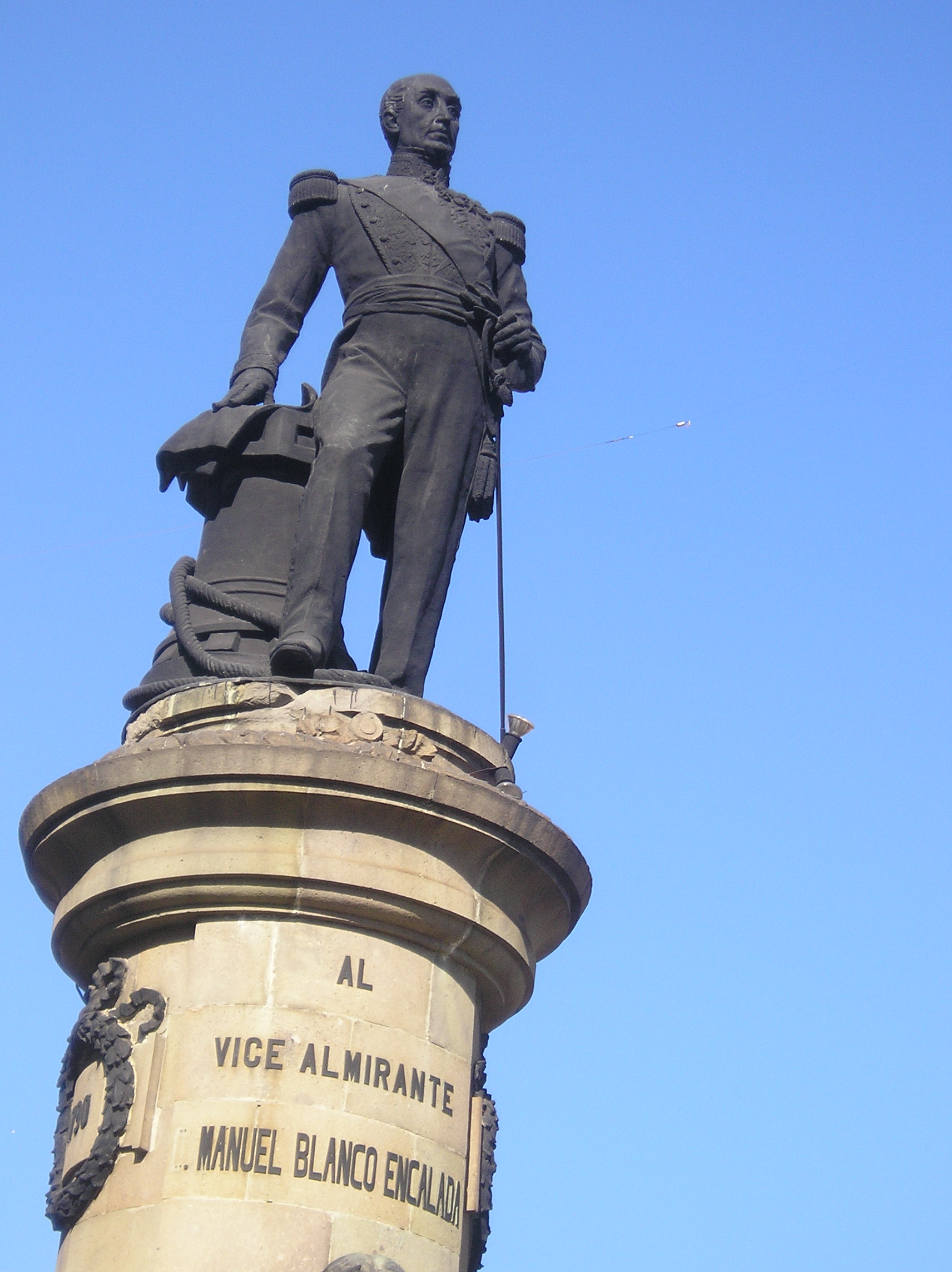
Monumento a Blanco Encalada en Valparaíso.

En Valparaíso, como un homenaje a este prócer, se inauguró en octubre de 1917 un monumento, que es obra del famoso escultor español Antonio Coll y Pi.

### Unidades navales

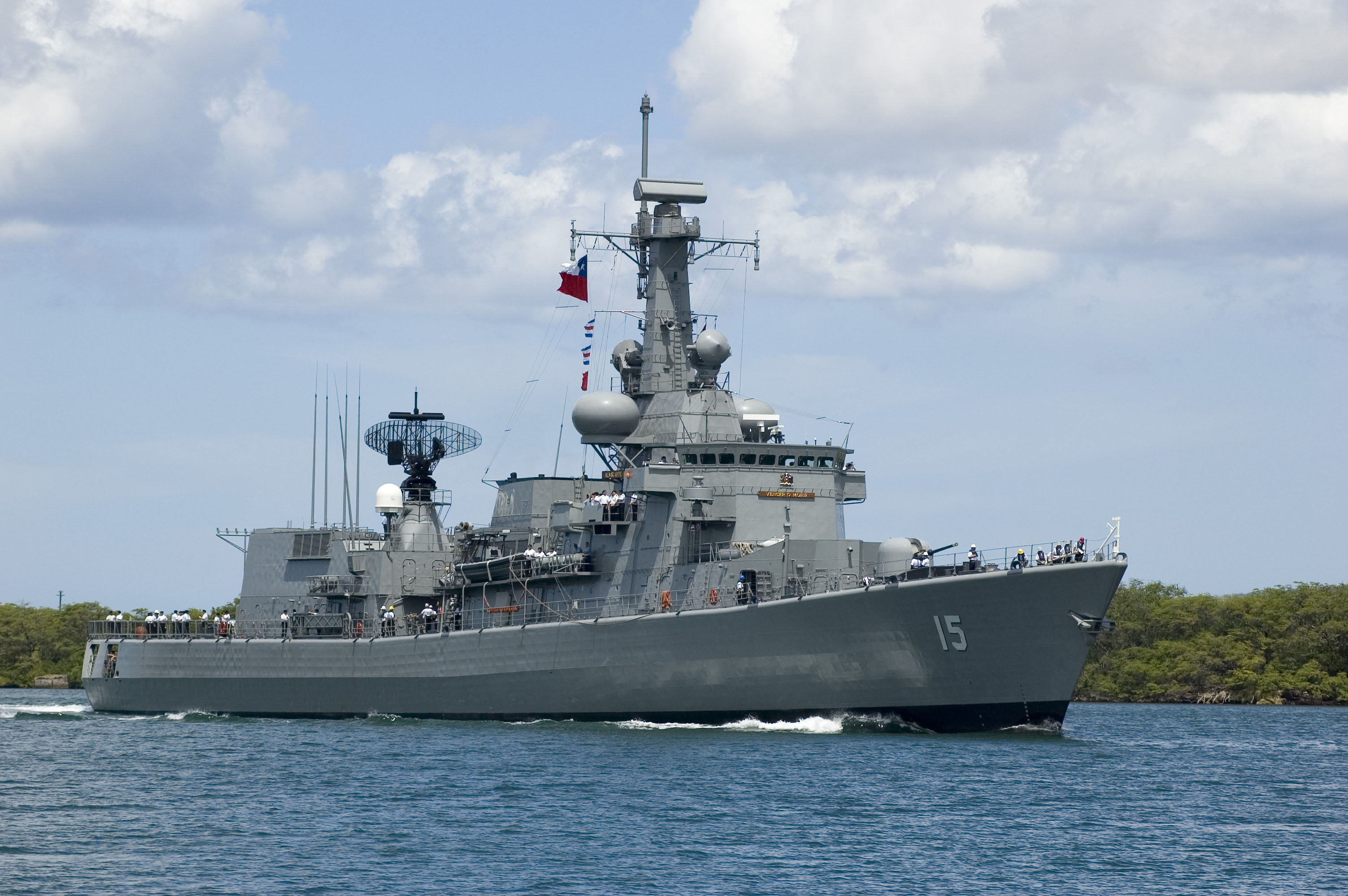
Fragata Almirante Blanco Encalada (FFG-15).

La Armada de Chile también ha honrado a este marino nombrando a través de los años varias unidades navales con su nombre para recordarle. El primero de los buques recibió su nombre tan sólo 10 días después de su muerte, cambiando el nombre de la fragata blindado de Valparaíso por el de Blanco Encalada. Este buque participaría luego en la guerra del Pacífico y estaría presente en la victoria en Angamos el 8 de octubre de 1879, en la que se capturó al monitor peruano Huáscar, y posteriormente participaría en la guerra civil en 1891, donde sería hundido el 23 de abril en el combate de Caldera. Este sería el primer buque de guerra en el mundo en ser hundido por un torpedo autopropulsado.
La segunda nave que tuvo su nombre fue un crucero protegido que fue ordenada su construcción en 1892, para reemplazar a la fragata blindada antes mencionada. Sirvió como buque de instrucción, buque estación en Magallanes y como Escuela de Artillería. Fue dada de baja en 1940. El tercero fue un destructor estadounidense de la Clase Fletcher entregado a la armada chilena en 1962, y que fue dado de baja el 8 de junio de 1982. El cuarto buque que ha llevado en la armada el nombre de Blanco Encalada fue un destructor portahelicóptero comprado a Inglaterra el 7 de septiembre de 1987. Con más de 450 personas de dotación fue el buque insignia de la escuadra hasta el 12 de diciembre de 2003, año en que fue retirado del servicio.
Actualmente el buque que lleva el nombre del almirante es una fragata de la Clase Karel Doorman comprada a los Países Bajos y transferido a la Armada de Chile en la base naval de Den Helder el 16 de diciembre de 2005, como la fragata Almirante Blanco Encalada (FFG-15), siendo este buque parte del proyecto de modernización Puente II que visualizaba la obtención de 8 fragatas para la armada.

### Odónimos
Como una forma de honrar la memoria del Almirante Blanco Encalada, en varias ciudades de Chile - Santiago, Talcahuano, Quilpué, San Antonio, Quillota- se le recuerda con el nombre de calles y avenidas.

### Otros
- Logia "Manuel Blanco Encalada" N.° 84 de la ciudad de Santiago (Gran Logia de Chile)[42]

## Distinciones y condecoraciones

### Nacionales
- Suboficial de la Legión de Mérito de Chile ( Chile).

### Extranjeras
- Gran Cruz de la Orden de Carlos III ( España, 3 de junio de 1856).[43]

## Historial electoral

### Elección presidencial de Chile de 1826
- Elección presidencial interina de 1826[44]

| Candidato              | Pacto                    | Votos | %      | Resultado  |
| ---------------------- | ------------------------ | ----- | ------ | ---------- |
| Manuel Blanco Encalada | Indep. Pro-Bando Pipiolo | 22    | 57.89% | Presidente |
| José Miguel Infante    | Bando Federalista        | 15    | 39.47% |            |
| Casiano Arce Vásquez   | Indep.                   | 1     | 2.63%  |            |